# ترایا (آلمان)
ترایا (به آلمانی: Treia) یک شهر در آلمان است که در اشلسویگ-فلنسبورگ واقع شده‌است. ترایا ۱٬۴۹۷ نفر جمعیت دارد.